# Чехия на зимних Олимпийских играх 2014
Чехия принимала участие в зимних Олимпийских играх 2014 года, которые проходили в Сочи (Россия) с 7 по 23 февраля, где её представляли 88 спортсменов в тринадцати видах спорта. На церемонии открытия Олимпийских игр флаг Чехии несла горнолыжница Шарка Страхова, а на церемонии закрытия — биатлонист, трёхкратный призёр Олимпийских игр в Сочи, Ондржей Моравец.
Зимние Олимпийские игры 2014 для Чехии стали самыми успешными зимними играми — впервые было завоёвано 8 олимпийских медалей: 2 золотые, 4 серебряные и 2 бронзовые медали. В неофициальном медальном зачёте Чехия заняла 15-е место.

## Медали
| Золото  |                                                                    |                                           |            |
| №       | Спортсмены                                                         | Вид спорта (дисциплина)                   | Дата       |
| 1       | Ева Самкова                                                        | Сноуборд (женщины, бордеркросс)           | 16 февраля |
| 2       | Мартина Сабликова                                                  | Конькобежный спорт (женщины, 5000 метров) | 19 февраля |
| Серебро |                                                                    |                                           |            |
| №       | Спортсмены                                                         | Вид спорта (дисциплина)                   | Дата       |
| 1       | Мартина Сабликова                                                  | Конькобежный спорт (женщины, 3000 метров) | 9 февраля  |
| 2       | Ондржей Моравец                                                    | Биатлон (мужчины, гонка преследования)    | 10 февраля |
| 3       | Габриэла Соукалова                                                 | Биатлон (женщины, масс-старт)             | 17 февраля |
| 4       | Вероника Виткова Габриэла Соукалова Ярослав Соукуп Ондржей Моравец | Биатлон (смешанная эстафета)              | 19 февраля |
| Бронза  |                                                                    |                                           |            |
| №       | Спортсмены                                                         | Вид спорта (дисциплина)                   | Дата       |
| 1       | Ярослав Соукуп                                                     | Биатлон (мужчины, спринт)                 | 8 февраля  |
| 2       | Ондржей Моравец                                                    | Биатлон (мужчины, масс-старт)             | 18 февраля |

| Медали по видам спорта | Медали по видам спорта | Медали по видам спорта | Медали по видам спорта | Медали по видам спорта |
| ---------------------- | ---------------------- | ---------------------- | ---------------------- | ---------------------- |
| Вид спорта             | 1                      | 2                      | 3                      | Итого                  |
| Биатлон                | 0                      | 3                      | 2                      | 5                      |
| Конькобежный спорт     | 1                      | 1                      | 0                      | 2                      |
| Сноуборд               | 1                      | 0                      | 0                      | 1                      |
| Всего                  | 2                      | 4                      | 2                      | 8                      |

## Состав и результаты

### Биатлон
Мужчины
| Соревнование         | Спортсмены                                                 | Стрельба | Время     | Место |
| -------------------- | ---------------------------------------------------------- | -------- | --------- | ----- |
| Спринт               | Ярослав Соукуп                                             | 0+0      | 24:39,2   | 3     |
| Спринт               | Ондржей Моравец                                            | 0+0      | 24:48,1   | 8     |
| Спринт               | Михал Шлезингр                                             | 1+0      | 25:51,7   | 31    |
| Спринт               | Томаш Крупчик                                              | 1+1      | 27:39,3   | 75    |
| Гонка преследования  | Ондржей Моравец                                            | 0+0+0+0  | 34:02,7   | 2     |
| Гонка преследования  | Ярослав Соукуп                                             | 0+0+2+2  | 35:35,0   | 20    |
| Гонка преследования  | Михал Шлезингр                                             | DNS      | DNS       | DNS   |
| Индивидуальная гонка | Ярослав Соукуп                                             | 1+0+0+0  | 51:55,1   | 17    |
| Индивидуальная гонка | Ондржей Моравец                                            | 1+0+0+1  | 51:55,8   | 18    |
| Индивидуальная гонка | Михал Шлезингр                                             | 1+0+0+1  | 55:57,9   | 57    |
| Индивидуальная гонка | Михал Крчмарж                                              | 1+1+1+0  | 56:14,1   | 61    |
| Масс-старт           | Ондржей Моравец                                            | 0+0+0+0  | 42:42,9   | 3     |
| Масс-старт           | Ярослав Соукуп                                             | 0+1+0+3  | 45:22,2   | 24    |
| Эстафета             | Михал Крчмарж Ярослав Соукуп Томаш Крупчик Ондржей Моравец | 0+5      | 1:15:11,9 | 11    |

Женщины
| Соревнование         | Спортсмены                                                         | Стрельба | Время     | Место |
| -------------------- | ------------------------------------------------------------------ | -------- | --------- | ----- |
| Спринт               | Вероника Виткова                                                   | 0+0      | 21:50,8   | 16    |
| Спринт               | Габриэла Соукалова                                                 | 3+0      | 22:17,5   | 29    |
| Спринт               | Ева Пускарчикова                                                   | 1+0      | 23:00,9   | 45    |
| Спринт               | Йитка Ландова                                                      | 1+1      | 23:16,9   | 50    |
| Гонка преследования  | Габриэла Соукалова                                                 | 0+0+0+1  | 30:18,3   | 4     |
| Гонка преследования  | Вероника Виткова                                                   | 1+0+0+1  | 31:42,9   | 21    |
| Гонка преследования  | Ева Пускарчикова                                                   | 0+0+1+1  | 33:59,0   | 42    |
| Гонка преследования  | Йитка Ландова                                                      | 0+2+3+0  | 35:37,6   | 52    |
| Индивидуальная гонка | Габриэла Соукалова                                                 | 0+1+0+1  | 45:17,1   | 4     |
| Индивидуальная гонка | Вероника Виткова                                                   | 0+0+0+1  | 45:46.0   | 6     |
| Индивидуальная гонка | Ева Пускарчикова                                                   | 0+0+0+1  | 47:34,6   | 22    |
| Индивидуальная гонка | Йитка Ландова                                                      | 2+1+2+1  | 52:05,7   | 60    |
| Масс-старт           | Габриэла Соукалова                                                 | 0+0+0+1  | 35:45,8   | 2     |
| Масс-старт           | Вероника Виткова                                                   | 0+0+0+0  | 36:49,3   | 8     |
| Эстафета             | Ева Пускарчикова Габриэла Соукалова Йитка Ландова Вероника Виткова | 0+14     | 1:11:25,7 | 4     |

Смешанная эстафета
| Соревнование       | Спортсмены                                                         | Стрельба | Время     | Место |
| ------------------ | ------------------------------------------------------------------ | -------- | --------- | ----- |
| Смешанная эстафета | Вероника Виткова Габриэла Соукалова Ярослав Соукуп Ондржей Моравец | 0+7      | 1:09:49,6 | 2     |

### Бобслей
Мужчины
| Соревнование | Спортсмены                                         | 1 заезд   | 1 заезд | 2 заезд   | 2 заезд | 3 заезд   | 3 заезд | 4 заезд               | 4 заезд               | Итоговый результат | Итоговое место |
| Соревнование | Спортсмены                                         | Результат | Место   | Результат | Место   | Результат | Место   | Результат             | Место                 | Итоговый результат | Итоговое место |
| ------------ | -------------------------------------------------- | --------- | ------- | --------- | ------- | --------- | ------- | --------------------- | --------------------- | ------------------ | -------------- |
| Двойки       | Михаль Вацек Ян Врба                               | 57,72     | 24      | 57,75     | 23      | 57,71     | 23      | Завершили выступление | Завершили выступление | 2:53,18            | 24             |
| Четвёрки     | Доминик Дворжак Доминик Сухый Михаль Вацек Ян Врба | 55,95     | 20      | 55,47     | 9       | 55,95     | 16      | 55,80                 | 15                    | 3:43,17            | 16             |

### Горнолыжный спорт
Мужчины
| Соревнование      | Спортсмены     | Скоростной спуск/ 1 спуск | Скоростной спуск/ 1 спуск | Слалом/ 2 спуск | Слалом/ 2 спуск | Всего   | Место |
| Соревнование      | Спортсмены     | Время                     | Место                     | Время           | Место           | Всего   | Место |
| ----------------- | -------------- | ------------------------- | ------------------------- | --------------- | --------------- | ------- | ----- |
| Скоростной спуск  | Ондржей Банк   | Не проводится             | Не проводится             | Не проводится   | Не проводится   | 2:08,24 | 20    |
| Скоростной спуск  | Мартин Враблик | Не проводится             | Не проводится             | Не проводится   | Не проводится   | 2:11,73 | 35    |
| Суперкомбинация   | Ондржей Банк   | 1:53,38                   | 2                         | 53,46           | 16              | 2:46,84 | 7     |
| Суперкомбинация   | Мартин Враблик | 1:56,36                   | 29                        | 51,56           | 5               | 2:47,92 | 16    |
| Суперкомбинация   | Крыштоф Крызль | 1:56,68                   | 32                        | 53,21           | 14              | 2:49,89 | 19    |
| Супергигант       | Ондржей Банк   | Не проводится             | Не проводится             | Не проводится   | Не проводится   | 1:19,11 | 9     |
| Супергигант       | Мартин Враблик | Не проводится             | Не проводится             | Не проводится   | Не проводится   | 1:22,01 | 33    |
| Гигантский слалом | Ондржей Банк   | 1:22,01                   | 2                         | 1:24,28         | 15              | 2:46,29 | 5     |
| Гигантский слалом | Мартин Враблик | 1:24,83                   | 33                        | 1:26,01         | 30              | 2:50,84 | 31    |
| Гигантский слалом | Крыштоф Крызль | DNF                       | DNF                       | DNF             | DNF             | DNF     | DNF   |
| Слалом            | Крыштоф Крызль | 49,63                     | 32                        | DNF             | DNF             | DNF     | DNF   |
| Слалом            | Филип Трейбаль | 50,80                     | 38                        | DNF             | DNF             | DNF     | DNF   |
| Слалом            | Мартин Враблик | DNF                       | DNF                       | DNF             | DNF             | DNF     | DNF   |
| Слалом            | Ондржей Банк   | DNS                       | DNS                       | DNS             | DNS             | DNS     | DNS   |

Женщины
| Соревнование      | Спортсмены           | Скоростной спуск/ 1 спуск | Скоростной спуск/ 1 спуск | Слалом/ 2 спуск | Слалом/ 2 спуск | Всего   | Место |
| Соревнование      | Спортсмены           | Время                     | Место                     | Время           | Место           | Всего   | Место |
| ----------------- | -------------------- | ------------------------- | ------------------------- | --------------- | --------------- | ------- | ----- |
| Скоростной спуск  | Клара Кршижова       | Не проводится             | Не проводится             | Не проводится   | Не проводится   | 1:43,47 | 21    |
| Суперкомбинация   | Шарка Страхова       | 1:46,51                   | 25                        | 50,10           | 1               | 2:36,61 | 9     |
| Суперкомбинация   | Клара Кршижова       | 1:44,89                   | 18                        | 57,51           | 20              | 2:42,40 | 19    |
| Супергигант       | Клара Кршижова       | Не проводится             | Не проводится             | Не проводится   | Не проводится   | 1:28,30 | 17    |
| Супергигант       | Катержина Паулатгова | Не проводится             | Не проводится             | Не проводится   | Не проводится   | 1:30,17 | 25    |
| Гигантский слалом | Мартина Дубовска     | DNF                       | DNF                       | DNF             | DNF             | DNF     | DNF   |
| Гигантский слалом | Катержина Паулатгова | DNF                       | DNF                       | DNF             | DNF             | DNF     | DNF   |
| Гигантский слалом | Шарка Страхова       | DNF                       | DNF                       | DNF             | DNF             | DNF     | DNF   |
| Слалом            | Шарка Страхова       | 55,14                     | 14                        | 52,25           | 7               | 1:47,39 | 10    |
| Слалом            | Мартина Дубовска     | 57,80                     | 28                        | 53,62           | 21              | 1:51,42 | 22    |
| Слалом            | Катержина Паулатгова | DNF                       | DNF                       | DNF             | DNF             | DNF     | DNF   |

### Конькобежный спорт
Женщины
Индивидуальные гонки
| Соревнование | Спортсмены        | 1 забег       | 1 забег       | 2 забег       | 2 забег       | Результат | Место |
| Соревнование | Спортсмены        | Результат     | Место         | Результат     | Место         | Результат | Место |
| ------------ | ----------------- | ------------- | ------------- | ------------- | ------------- | --------- | ----- |
| 500 метров   | Каролина Эрбанова | 38,23         | 9             | 38,62         | 13            | 76,86     | 10    |
| 1000 метров  | Каролина Эрбанова | Не проводится | Не проводится | Не проводится | Не проводится | 1:15,74   | 10    |
| 1500 метров  | Каролина Эрбанова | Не проводится | Не проводится | Не проводится | Не проводится | 1:58,23   | 13    |
| 3000 метров  | Мартина Сабликова | Не проводится | Не проводится | Не проводится | Не проводится | 4:01,95   | 2     |
| 5000 метров  | Мартина Сабликова | Не проводится | Не проводится | Не проводится | Не проводится | 6:51,54   | 1     |

### Лыжное двоеборье
| Соревнование        | Спортсмены                                               | Прыжки с трамплина | Прыжки с трамплина | Лыжная гонка | Лыжная гонка | Лыжная гонка | Итоговое время | Место |
| Соревнование        | Спортсмены                                               | Результат          | Место              | Гандикап     | Результат    | Место        | Итоговое время | Место |
| ------------------- | -------------------------------------------------------- | ------------------ | ------------------ | ------------ | ------------ | ------------ | -------------- | ----- |
| Нормальный трамплин | Павел Хуравый                                            | 114,9              | 22                 | +1:06        | 24:26,1      | 27           | 25:32,1        | 23    |
| Нормальный трамплин | Томаш Славик                                             | 108,1              | 33                 | +1:34        | 24:09,4      | 22           | 25:43,4        | 25    |
| Нормальный трамплин | Мирослав Дворжак                                         | 101,8              | 44                 | +1:59        | 23:59,6      | 18           | 25:48,6        | 29    |
| Нормальный трамплин | Томаш Портык                                             | 119,8              | 13                 | +0:47        | 25:30,2      | 36           | 26:17,2        | 32    |
| Большой трамплин    | Мирослав Дворжак                                         | 104,2              | 22                 | +1:39        | 22:21,1      | 2            | 24:00,1        | 11    |
| Большой трамплин    | Томаш Портык                                             | 114,4              | 10                 | +0:58        | 24:01,8      | 34           | 24:59,8        | 25    |
| Большой трамплин    | Томаш Славик                                             | 101,0              | 26                 | +1:52        | 23:44,2      | 27           | 25:36,2        | 29    |
| Большой трамплин    | Павел Хуравый                                            | 103,6              | 24                 | +1:42        | 24:10,0      | 35           | 25:52,0        | 32    |
| Эстафета            | Мирослав Дворжак Томаш Портык Томаш Славик Павел Хуравый | 440,0              | 5                  | +0:56        | 48:40,1      | 8            | 49:36,1        | 7     |

### Лыжные гонки
Мужчины
Дистанционные гонки
| Соревнование              | Спортсмены                                      | Результат | Место |
| ------------------------- | ----------------------------------------------- | --------- | ----- |
| 15 км классическим стилем | Лукаш Бауэр                                     | 39:28,6   | 5     |
| Скиатлон 15+15 км         | Мартин Якш                                      | 1:10:52,1 | 28    |
| Скиатлон 15+15 км         | Петр Новак                                      | 1:11:28,5 | 36    |
| Скиатлон 15+15 км         | Иржи Магал                                      | 1:12:49,5 | 44    |
| Масс-старт 50 км          | Петр Новак                                      | 1:48:41,0 | 29    |
| Масс-старт 50 км          | Лукаш Бауэр                                     | 1:48:51,3 | 31    |
| Масс-старт 50 км          | Мартин Якш                                      | 1:50:00,5 | 37    |
| Масс-старт 50 км          | Иржи Магал                                      | 1:56:28,7 | 52    |
| Эстафета 4×10 км          | Алеш Разим Лукаш Бауэр Мартин Якш Душан Кожишек | 1:30:36,8 | 8     |

Спринт
| Соревнование     | Спортсмены            | Квалификация  | Квалификация  | Четвертьфинал        | Четвертьфинал        | Четвертьфинал        | Полуфинал            | Полуфинал            | Полуфинал            | Финал                | Финал                | Итоговое место |
| Соревнование     | Спортсмены            | Результат     | Место         | Заезд                | Результат            | Место                | Заезд                | Результат            | Место                | Результат            | Место                | Итоговое место |
| ---------------- | --------------------- | ------------- | ------------- | -------------------- | -------------------- | -------------------- | -------------------- | -------------------- | -------------------- | -------------------- | -------------------- | -------------- |
| Спринт           | Душан Кожишек         | 3:40,56       | 41            | Завершил выступление | Завершил выступление | Завершил выступление | Завершил выступление | Завершил выступление | Завершил выступление | Завершил выступление | Завершил выступление | 41             |
| Спринт           | Алеш Разим            | 3:43,24       | 49            | Завершил выступление | Завершил выступление | Завершил выступление | Завершил выступление | Завершил выступление | Завершил выступление | Завершил выступление | Завершил выступление | 49             |
| Командный спринт | Мартин Якш Алеш Разим | Не проводится | Не проводится | Не проводится        | Не проводится        | Не проводится        | 1                    | 23:39,06             | 2                    | 24:01,83             | 9                    | 9              |

Женщины
Дистанционные гонки
| Соревнование              | Спортсмены                                                    | Результат | Место |
| ------------------------- | ------------------------------------------------------------- | --------- | ----- |
| 10 км классическим стилем | Эва Нывльтова                                                 | 30:06,7   | 21    |
| 10 км классическим стилем | Клара Моравцова                                               | 32:00,6   | 48    |
| Скиатлон 7,5+7,5 км       | Эва Нывльтова                                                 | 40:08,8   | 11    |
| Скиатлон 7,5+7,5 км       | Петра Новакова                                                | 41:20,7   | 36    |
| Скиатлон 7,5+7,5 км       | Клара Моравцова                                               | 44:40,8   | 58    |
| Масс-старт 30 км          | Эва Нывльтова                                                 | 1:12:27,1 | 5     |
| Масс-старт 30 км          | Петра Новакова                                                | 1:17:49,6 | 37    |
| Масс-старт 30 км          | Клара Моравцова                                               | 1:20:56,4 | 45    |
| Эстафета 4×5 км           | Каролина Грохова Клара Моравцова Петра Новакова Эва Нывльтова | 56:29,8   | 10    |

Спринт
| Соревнование | Спортсмены       | Квалификация | Квалификация | Четвертьфинал         | Четвертьфинал         | Четвертьфинал         | Полуфинал             | Полуфинал             | Полуфинал             | Финал                 | Финал                 | Итоговое место |
| Соревнование | Спортсмены       | Результат    | Место        | Заезд                 | Результат             | Место                 | Заезд                 | Результат             | Место                 | Результат             | Место                 | Итоговое место |
| ------------ | ---------------- | ------------ | ------------ | --------------------- | --------------------- | --------------------- | --------------------- | --------------------- | --------------------- | --------------------- | --------------------- | -------------- |
| Спринт       | Петра Новакова   | 2:39,44      | 25           | 3                     | 2:47,52               | 5                     | Завершила выступление | Завершила выступление | Завершила выступление | Завершила выступление | Завершила выступление | 24             |
| Спринт       | Каролина Грохова | 2:41,75      | 38           | Завершила выступление | Завершила выступление | Завершила выступление | Завершила выступление | Завершила выступление | Завершила выступление | Завершила выступление | Завершила выступление | 38             |

### Прыжки на лыжах с трамплина
Мужчины
| Соревнование                  | Спортсмены                                        | Квалификация  | Квалификация  | Финал     | Финал    | Финал                | Финал                | Финал                | Финал                | Итоговое место |
| Соревнование                  | Спортсмены                                        | Результат     | Место         | 1 прыжок  | 1 прыжок | 2 прыжок             | 2 прыжок             | Всего                | Место                | Итоговое место |
| Соревнование                  | Спортсмены                                        | Результат     | Место         | Результат | Место    | Результат            | Место                | Всего                | Место                | Итоговое место |
| ----------------------------- | ------------------------------------------------- | ------------- | ------------- | --------- | -------- | -------------------- | -------------------- | -------------------- | -------------------- | -------------- |
| Нормальный трамплин           | Роман Коуделька                                   | 121,3         | 6             | 122,5     | 24       | 124,3                | 12                   | 246,8                | 16                   | 16             |
| Нормальный трамплин           | Якуб Янда                                         | 117,0         | 10            | 125,2     | 17       | 118,6                | 21                   | 243,8                | 19                   | 19             |
| Нормальный трамплин           | Ян Матура                                         | 118,5         | 8             | 123,9     | 18       | 115,6                | 25                   | 239,5                | 23                   | 23             |
| Нормальный трамплин           | Лукаш Глава                                       | 108,7         | 25            | 105,7     | 46       | Завершил выступление | Завершил выступление | Завершил выступление | Завершил выступление | 46             |
| Большой трамплин              | Ян Матура                                         | 106,4         | 17            | 125,6     | 11       | 119,2                | 22                   | 244,8                | 18                   | 18             |
| Большой трамплин              | Роман Коуделька                                   | 104,6         | 20            | 119,1     | 21       | 124,4                | 14                   | 243,5                | 19                   | 19             |
| Большой трамплин              | Якуб Янда                                         | 113,6         | 10            | 115,3     | 27       | 116,3                | 27                   | 231,6                | 27                   | 27             |
| Большой трамплин              | Антонин Гайек                                     | 91,8          | 34            | 113,6     | 28       | 112,1                | 28                   | 225,7                | 28                   | 28             |
| Большой трамплин среди команд | Антонин Гайек Якуб Янда Роман Коуделька Ян Матура | Не проводится | Не проводится | 476,0     | 7        | 491,8                | 7                    | 967,8                | 7                    | 7              |

### Санный спорт
Мужчины
| Соревнование | Спортсмены              | 1 заезд   | 1 заезд | 2 заезд   | 2 заезд | 3 заезд       | 3 заезд       | 4 заезд       | 4 заезд       | Итоговый результат | Итоговое место |
| Соревнование | Спортсмены              | Результат | Место   | Результат | Место   | Результат     | Место         | Результат     | Место         | Итоговый результат | Итоговое место |
| ------------ | ----------------------- | --------- | ------- | --------- | ------- | ------------- | ------------- | ------------- | ------------- | ------------------ | -------------- |
| Одиночки     | Ондржей Гиман           | 53,222    | 24      | 53,145    | 25      | 52,783        | 26            | 52,708        | 26            | 3:31,858           | 25             |
| Двойки       | Антонин Брож Лукаш Брож | 50,665    | 15      | 50,387    | 11      | Не проводится | Не проводится | Не проводится | Не проводится | 1:41,052           | 13             |

Женщины
| Соревнование | Спортсмены       | 1 заезд   | 1 заезд | 2 заезд   | 2 заезд | 3 заезд   | 3 заезд | 4 заезд   | 4 заезд | Итоговый результат | Итоговое место |
| Соревнование | Спортсмены       | Результат | Место   | Результат | Место   | Результат | Место   | Результат | Место   | Итоговый результат | Итоговое место |
| ------------ | ---------------- | --------- | ------- | --------- | ------- | --------- | ------- | --------- | ------- | ------------------ | -------------- |
| Одиночки     | Вендула Котенова | 51,760    | 25      | 51,492    | 24      | 51,856    | 26      | 51,567    | 24      | 3:26,675           | 24             |

Смешанные команды
| Соревнование | Спортсмены                                               | Женщины   | Женщины | Мужчины   | Мужчины | Двойки    | Двойки | Итоговый результат | Итоговое место |
| Соревнование | Спортсмены                                               | Результат | Место   | Результат | Место   | Результат | Место  | Итоговый результат | Итоговое место |
| ------------ | -------------------------------------------------------- | --------- | ------- | --------- | ------- | --------- | ------ | ------------------ | -------------- |
| Эстафета     | Вендула Котенова Ондржей Гиман Антонин Брож / Лукаш Брож | 55,600    | 9       | 56,926    | 11      | 57,279    | 8      | 2:49,805           | 9              |

### Сноуборд
Слоупстайл
| Соревнование | Спортсмены      | Квалификация | Квалификация | Квалификация | Квалификация | Полуфинал | Полуфинал | Полуфинал | Финал   | Финал   | Финал | Итоговое место |
| Соревнование | Спортсмены      | Заезд        | 1 спуск      | 2 спуск      | Место        | 1 спуск   | 2 спуск   | Место     | 1 спуск | 2 спуск | Место | Итоговое место |
| ------------ | --------------- | ------------ | ------------ | ------------ | ------------ | --------- | --------- | --------- | ------- | ------- | ----- | -------------- |
| Женщины      | Шарка Панчохова | 2            | 77,75        | 33,75        | 5            | 90,50     | 22,50     | 1         | 86,25   | 20,00   | 5     | 5              |

Хафпайп
| Соревнование | Спортсмены      | Квалификация | Квалификация | Квалификация | Квалификация | Полуфинал | Полуфинал | Полуфинал | Финал                 | Финал                 | Финал                 | Итоговое место |
| Соревнование | Спортсмены      | Заезд        | 1 спуск      | 2 спуск      | Место        | 1 спуск   | 2 спуск   | Место     | 1 спуск               | 2 спуск               | Место                 | Итоговое место |
| ------------ | --------------- | ------------ | ------------ | ------------ | ------------ | --------- | --------- | --------- | --------------------- | --------------------- | --------------------- | -------------- |
| Женщины      | Шарка Панчохова | 1            | 42,75        | 66,25        | 8            | 34,00     | 31,50     | 10        | Завершила выступление | Завершила выступление | Завершила выступление | 16             |

Бордеркросс
| Соревнование | Спортсмены  | Квалификация  | Квалификация  | 1/8 финала    | 1/8 финала    | Четвертьфинал        | Четвертьфинал        | Полуфинал            | Полуфинал            | Финал                | Финал                | Итоговое место |
| Соревнование | Спортсмены  | Результат     | Место         | Заезд         | Место         | Заезд                | Место                | Заезд                | Место                | Название             | Место                | Итоговое место |
| ------------ | ----------- | ------------- | ------------- | ------------- | ------------- | -------------------- | -------------------- | -------------------- | -------------------- | -------------------- | -------------------- | -------------- |
| Мужчины      | Давид Бакеш | Не проводится | Не проводится | 7             | 4             | Завершил выступление | Завершил выступление | Завершил выступление | Завершил выступление | Завершил выступление | Завершил выступление | 25             |
| Мужчины      | Эмиль Новак | Не проводится | Не проводится | 6             | 4             | Завершил выступление | Завершил выступление | Завершил выступление | Завершил выступление | Завершил выступление | Завершил выступление | 25             |
| Женщины      | Ева Самкова | 1:20,61       | 1             | Не проводится | Не проводится | 1                    | 1                    | 1                    | 1                    | Большой              | 1                    | 1              |

Параллельный гигантский слалом
| Соревнование | Спортсмены     | Квалификация | Квалификация | Квалификация | Квалификация | 1/8 финала           | Четвертьфинал        | Полуфинал             | Финал                 | Место |
| Соревнование | Спортсмены     | 1 спуск      | 2 спуск      | Всего        | Место        | Соперник Результат   | Соперник Результат   | Соперник Результат    | Соперник Результат    | Место |
| ------------ | -------------- | ------------ | ------------ | ------------ | ------------ | -------------------- | -------------------- | --------------------- | --------------------- | ----- |
| Женщины      | Эстер Ледецкая | 55,40        | 53,77        | 1:49,17      | 10           | AUTК. Риглер В −0,49 | SUIП. Куммер П +0,30 | Завершила выступление | Завершила выступление | 7     |

Параллельный слалом
| Соревнование | Спортсмены     | Квалификация | Квалификация | Квалификация | Квалификация | 1/8 финала             | Четвертьфинал          | Полуфинал             | Финал                 | Место |
| Соревнование | Спортсмены     | 1 спуск      | 2 спуск      | Всего        | Место        | Соперник Результат     | Соперник Результат     | Соперник Результат    | Соперник Результат    | Место |
| ------------ | -------------- | ------------ | ------------ | ------------ | ------------ | ---------------------- | ---------------------- | --------------------- | --------------------- | ----- |
| Женщины      | Эстер Ледецкая | 31,84        | 31,90        | 1:03,74      | 2            | RUSН. Соболева В −0,18 | GERА. Карстенс П +0,30 | Завершила выступление | Завершила выступление | 6     |

### Фигурное катание
| Соревнование              | Спортсмены        | Короткая программа | Короткая программа | Произвольная программа | Произвольная программа | Всего        | Всего |
| Соревнование              | Спортсмены        | Сумма баллов       | Место              | Сумма баллов           | Место                  | Сумма баллов | Место |
| ------------------------- | ----------------- | ------------------ | ------------------ | ---------------------- | ---------------------- | ------------ | ----- |
| Мужское одиночное катание | Михал Бржезина    | 81,95              | 12                 | 151,67                 | 13                     | 233,62       | 10    |
| Мужское одиночное катание | Томаш Вернер      | 81,09              | 13                 | 151,90                 | 12                     | 232,99       | 11    |
| Женское одиночное катание | Елизавета Уколова | 51,87              | 20                 | 84,55                  | 23                     | 136,42       | 22    |

### Фристайл
Могул
| Соревнование | Спортсмены        | Квалификация 1 | Квалификация 1 | Квалификация 1 | Квалификация 2 | Квалификация 2 | Квалификация 2 | Финал 1               | Финал 1               | Финал 1               | Финал 2               | Финал 2               | Финал 2               | Финал 3               | Финал 3               | Финал 3               | Итоговое место |
| Соревнование | Спортсмены        | Время          | Очки           | Место          | Время          | Очки           | Место          | Время                 | Очки                  | Место                 | Время                 | Очки                  | Место                 | Время                 | Очки                  | Место                 | Итоговое место |
| ------------ | ----------------- | -------------- | -------------- | -------------- | -------------- | -------------- | -------------- | --------------------- | --------------------- | --------------------- | --------------------- | --------------------- | --------------------- | --------------------- | --------------------- | --------------------- | -------------- |
| Женщины      | Никола Судова     | 31,30          | 20,38          | 11             | 31,48          | 20,43          | 3              | 30,76                 | 21,82                 | 1                     | 32,09                 | 20,97                 | 9                     | Завершила выступление | Завершила выступление | Завершила выступление | 9              |
| Женщины      | Тереза Вачуликова | 34,03          | 17,46          | 20             | DNF            | DNF            | DNF            | Завершила выступление | Завершила выступление | Завершила выступление | Завершила выступление | Завершила выступление | Завершила выступление | Завершила выступление | Завершила выступление | Завершила выступление | 27             |

### Хоккей
Мужская сборная Чехии автоматически квалифицировалась на Олимпийские игры, благодаря высокому мировому рейтингу ИИХФ.

#### Мужчины
Первоначально заявленного Владимира Соботку, получившего травму колена, заменил Мартин Эрат.
| Номер | Имя                | Позиция    | Хват   | Рост, см | Вес, кг | Дата рождения | Клуб                |
| ----- | ------------------ | ---------- | ------ | -------- | ------- | ------------- | ------------------- |
| 1     | Якуб Коварж        | вратарь    | левый  | 184      | 91      | 19.07.1988    | Автомобилист        |
| 2     | Марек Жидлицки     | защитник   | правый | 180      | 85      | 03.02.1977    | Нью-Джерси Девилз   |
| 3     | Радко Гудаш        | защитник   | правый | 183      | 92      | 05.01.1990    | Тампа Бэй Лайтнинг  |
| 5     | Ладислав Шмид      | защитник   | левый  | 191      | 94      | 01.02.1986    | Калгари Флэймз      |
| 7     | Томаш Каберле      | защитник   | левый  | 185      | 97      | 02.03.1978    | Рытиржи Кладно      |
| 8     | Михал Баринка      | защитник   | левый  | 192      | 102     | 12.01.1984    | Витковице Стил      |
| 9     | Милан Михалек      | нападающий | левый  | 188      | 102     | 07.12.1984    | Оттава Сенаторз     |
| 10    | Роман Червенка     | нападающий | левый  | 181      | 86      | 10.12.1985    | СКА                 |
| 11    | Мартин Ганзал      | нападающий | левый  | 198      | 107     | 20.02.1987    | Финикс Койотис      |
| 12    | Иржи Новотны       | нападающий | правый | 189      | 97      | 12.08.1983    | Лев Прага           |
| 14    | Томаш Плеканец (К) | нападающий | левый  | 179      | 89      | 31.10.1982    | Монреаль Канадиенс  |
| 18    | Ондржей Палат      | нападающий | левый  | 181      | 79      | 28.03.1991    | Тампа Бэй Лайтнинг  |
| 23    | Збынек Михалек     | защитник   | правый | 188      | 95      | 23.12.1982    | Финикс Койотис      |
| 25    | Лукаш Крайчек      | защитник   | левый  | 188      | 94      | 11.03.1983    | Динамо Минск        |
| 26    | Патрик Элиаш (А)   | нападающий | левый  | 185      | 88      | 13.04.1976    | Нью-Джерси Девилз   |
| 31    | Ондржей Павелец    | вратарь    | левый  | 191      | 99      | 31.08.1987    | Виннипег Джетс      |
| 32    | Михал Розсивал     | защитник   | правый | 188      | 95      | 03.09.1978    | Чикаго Блэкхокс     |
| 46    | Давид Крейчи       | нападающий | правый | 183      | 80      | 28.04.1986    | Бостон Брюинз       |
| 53    | Александр Салак    | вратарь    | левый  | 186      | 86      | 05.01.1987    | СКА                 |
| 67    | Михаэл Фролик      | нападающий | левый  | 186      | 89      | 17.02.1988    | Виннипег Джетс      |
| 68    | Яромир Ягр (А)     | нападающий | левый  | 189      | 102     | 15.02.1972    | Нью-Джерси Девилз   |
| 83    | Алеш Гемски        | нападающий | правый | 183      | 84      | 13.08.1983    | Эдмонтон Ойлерз     |
| 89    | Якуб Ворачек       | нападающий | левый  | 190      | 93      | 15.08.1989    | Филадельфия Флайерз |
| 91    | Мартин Эрат        | нападающий | левый  | 183      | 89      | 29.08.1981    | Вашингтон Кэпиталз  |
| 93    | Петр Недвед        | нападающий | левый  | 192      | 93      | 09.12.1971    | Били Тигржи Либерец |

По данным: IIHF.com и Eliteprospects.com
Предварительный раунд
|  | Команды, выходящие в четвертьфинал         |
|  | Команды, выходящие в квалификацию плей-офф |

Группа C
| М | Сборная   | И | В | ВО | ПО | П | ШЗ | ШП | РШ | О |
| - | --------- | - | - | -- | -- | - | -- | -- | -- | - |
| 1 | Швеция    | 3 | 3 | 0  | 0  | 0 | 10 | 5  | +5 | 9 |
| 2 | Швейцария | 3 | 2 | 0  | 0  | 1 | 2  | 1  | +1 | 6 |
| 3 | Чехия     | 3 | 1 | 0  | 0  | 2 | 6  | 7  | −1 | 3 |
| 4 | Латвия    | 3 | 0 | 0  | 0  | 3 | 5  | 10 | −5 | 0 |

Время местное (UTC+4).
| 2014-02-12 21:00 | Чехия | 2 : 4 (0:2, 2:2, 0:0) | Швеция | Ледовый дворец «Большой», Сочи Зрителей: 11 419 |

| Отчёт                                                                          | Отчёт                                                   | Отчёт | Отчёт                          | Отчёт                                    |
| ------------------------------------------------------------------------------ | ------------------------------------------------------- | --- | ------------------------------ | ---------------------------------------- |
|                                                                                |                                                         | |                                |                                          |
|                                                                                | Якуб Коварж — 00:00-20:51 Александр Салак — 20:51-60:00 | Вратари | 00:00-60:00 — Хенрик Лундквист | Судьи: Константин Оленин Келли Сазерлэнд |
|                                                                                | Голы:                                                   | |                                | Судьи: Константин Оленин Келли Сазерлэнд |
| Марек Жидлицки — 28:12 (П. Элиаш) Яромир Ягр — 30:01 (Т. Плеканец, Т. Каберле) | 0:1 0:2 0:3 0:4 1:4 2:4                                 | 10:07 — Эрик Карлссон (О. Экман-Ларссон, А. Стин) 13:17 — Патрик Берглунд (О. Экман-Ларссон, Х. Лундквист) 20:51 — Хенрик Зеттерберг (Г. Ландеског, Н. Крунвалль) 24:07 — Эрик Карлссон (бол.) (Д. Седин, Н. Бэкстрём) |                                | Судьи: Константин Оленин Келли Сазерлэнд |
|                                                                                |                                                         | |                                | Судьи: Константин Оленин Келли Сазерлэнд |
|                                                                                |                                                         | |                                | Судьи: Константин Оленин Келли Сазерлэнд |
|                                                                                |                                                         | |                                | Судьи: Константин Оленин Келли Сазерлэнд |
| 10 мин                                                                         | Штраф                                                   | 10 мин |                                | Судьи: Константин Оленин Келли Сазерлэнд |
|                                                                                |                                                         | |                                |                                          |
|                                                                                | 29                                                      | Броски | 25                             |                                          |

| 2014-02-14 12:00 | Чехия | 4 : 2 (2:1, 2:1, 0:0) | Латвия | Ледовый дворец «Большой», Сочи Зрителей: 5831 |

| Отчёт | Отчёт                         | Отчёт                                                                                    | Отчёт                           | Отчёт                   |
| --- | ----------------------------- | ---------------------------------------------------------------------------------------- | ------------------------------- | ----------------------- |
| |                               |                                                                                          |                                 |                         |
| | Ондржей Павелец — 00:00-60:00 | Вратари                                                                                  | 00:00-60:00 — Эдгарс Масальскис | Судьи: Тим Пил Юри Рённ |
| | Голы:                         |                                                                                          |                                 | Судьи: Тим Пил Юри Рённ |
| Мартин Эрат — 10:10 (Д. Крейчи, А. Гемски) Яромир Ягр (бол.) — 19:29 (М. Жидлицки, Т. Плеканец) Якуб Ворачек — 27:06 (З. Михалек) Марек Жидлицки — 37:02 (М. Ганзал, П. Недвед) | 1:0 1:1 2:1 2:2 3:2 4:2       | 13:05 — Янис Спруктс (бол.) (К. Редлихс, Л. Дарзиньш) 22:45 — Херберт Васильев (Г. Пуяц) |                                 | Судьи: Тим Пил Юри Рённ |
| |                               |                                                                                          |                                 | Судьи: Тим Пил Юри Рённ |
| |                               |                                                                                          |                                 | Судьи: Тим Пил Юри Рённ |
| |                               |                                                                                          |                                 | Судьи: Тим Пил Юри Рённ |
| 8 мин | Штраф                         | 8 мин                                                                                    |                                 | Судьи: Тим Пил Юри Рённ |
| |                               |                                                                                          |                                 |                         |
| | 39                            | Броски                                                                                   | 20                              |                         |

| 2014-02-15 21:00 | Швейцария | 1 : 0 (0:0, 1:0, 0:0) | Чехия | Ледовый дворец «Большой», Сочи Зрителей: 10 253 |

| Отчёт                                            | Отчёт                      | Отчёт   | Отчёт                         | Отчёт                               |
| ------------------------------------------------ | -------------------------- | ------- | ----------------------------- | ----------------------------------- |
|                                                  |                            |         |                               |                                     |
|                                                  | Йонас Хиллер — 00:00-60:00 | Вратари | 00:00-59:11 — Ондржей Павелец | Судьи: Даниэль Пихачек Кевин Поллок |
|                                                  | Голы:                      |         |                               | Судьи: Даниэль Пихачек Кевин Поллок |
| Симон Боденман — 14:10 (Д. Холленштайн, К. Роми) | 1:0                        |         |                               | Судьи: Даниэль Пихачек Кевин Поллок |
|                                                  |                            |         |                               | Судьи: Даниэль Пихачек Кевин Поллок |
|                                                  |                            |         |                               | Судьи: Даниэль Пихачек Кевин Поллок |
|                                                  |                            |         |                               | Судьи: Даниэль Пихачек Кевин Поллок |
| 10 мин                                           | Штраф                      | 6 мин   |                               | Судьи: Даниэль Пихачек Кевин Поллок |
|                                                  |                            |         |                               |                                     |
|                                                  | 26                         | Броски  | 26                            |                                     |

Квалификация плей-офф
Время местное (UTC+4).
| 2014-02-18 21:00 | Чехия | 5 : 3 (3:0, 1:1, 1:2) | Словакия | Ледовая арена «Шайба», Сочи Зрителей: 3628 |

| Отчёт | Отчёт                           | Отчёт | Отчёт                             | Отчёт                            |
| --- | ------------------------------- | --- | --------------------------------- | -------------------------------- |
| |                                 | |                                   |                                  |
| | Ондржей Павелец — 00:00-60:00   | Вратари | 00:00-59:17 — Ян Лацо 59:21-60:00 | Судьи: Тим Пил Маркус Виннерборг |
| | Голы:                           | |                                   | Судьи: Тим Пил Маркус Виннерборг |
| Алеш Гемски (бол.) — 06:53 (Т. Каберле, Я. Ворачек) Роман Червенка — 07:22 (Я. Ягр, Т. Плеканец) Давид Крейчи (бол.) — 17:03 (Т. Каберле) Роман Червенка — 35:41 Томаш Плеканец (п.в.) — 59:21 (Д. Крейчи, М. Жидлицки) | 1:0 2:0 3:0 4:0 4:1 4:2 4:3 5:3 | 38:57 — Мариан Госса (А. Секера, М. Гандзуш) 47:20 — Мариан Госса (Т. Татар, М. Гандзуш) 48:51 — Томаш Суровы (А. Секера, М. Бартович) |                                   | Судьи: Тим Пил Маркус Виннерборг |
| |                                 | |                                   | Судьи: Тим Пил Маркус Виннерборг |
| |                                 | |                                   | Судьи: Тим Пил Маркус Виннерборг |
| |                                 | |                                   | Судьи: Тим Пил Маркус Виннерборг |
| 2 мин | Штраф                           | 10 мин |                                   | Судьи: Тим Пил Маркус Виннерборг |
| |                                 | |                                   |                                  |
| | 29                              | Броски | 32                                |                                  |

Четвертьфинал
Время местное (UTC+4).
| 2014-02-19 21:00 | США | 5 : 2 (3:1, 1:0, 1:1) | Чехия | Ледовая арена «Шайба», Сочи Зрителей: 4606 |

| Отчёт | Отчёт                       | Отчёт                                   | Отчёт                                                       | Отчёт                                 |
| --- | --------------------------- | --------------------------------------- | ----------------------------------------------------------- | ------------------------------------- |
| |                             |                                         |                                                             |                                       |
| | Джонатан Куик — 00:00-60:00 | Вратари                                 | 00:00-29:31 — Ондржей Павелец 29:31-60:00 — Александр Салак | Судьи: Константин Оленин Кевин Поллок |
| | Голы:                       |                                         |                                                             | Судьи: Константин Оленин Кевин Поллок |
| Джеймс ван Римсдайк — 01:39 (Р. Кеслер, П. Кейн) Дастин Браун — 14:38 (Д. Бэкес, Р. Сутер) Дэвид Бэкес — 19:58 (Р. Сутер, Р. Макдона) Зак Паризе (бол.) — 29:31 (Дж. Павелски, Р. Сутер) Фил Кессел — 42:01 (Р. Кеслер, К. Шаттенкирк) | 1:0 1:1 2:1 3:1 4:1 5:1 5:2 | 04:31 — Алеш Гемски 53:00 — Алеш Гемски |                                                             | Судьи: Константин Оленин Кевин Поллок |
| |                             |                                         |                                                             | Судьи: Константин Оленин Кевин Поллок |
| |                             |                                         |                                                             | Судьи: Константин Оленин Кевин Поллок |
| |                             |                                         |                                                             | Судьи: Константин Оленин Кевин Поллок |
| 2 мин | Штраф                       | 6 мин                                   |                                                             | Судьи: Константин Оленин Кевин Поллок |
| |                             |                                         |                                                             |                                       |
| | 25                          | Броски                                  | 23                                                          |                                       |

### Шорт-трек
Мужчины
| Соревнование | Спортсмены    | Отборочный раунд | Отборочный раунд | Отборочный раунд | Четвертьфинал        | Четвертьфинал        | Четвертьфинал        | Полуфинал            | Полуфинал            | Полуфинал            | Финал                | Финал                | Финал                | Итоговое место |
| Соревнование | Спортсмены    | Забег            | Результат        | Место            | Забег                | Результат            | Место                | Забег                | Результат            | Место                | Название             | Результат            | Место                | Итоговое место |
| ------------ | ------------- | ---------------- | ---------------- | ---------------- | -------------------- | -------------------- | -------------------- | -------------------- | -------------------- | -------------------- | -------------------- | -------------------- | -------------------- | -------------- |
| 1500 метров  | Войтех Лоудин | 5                | 2:14,906         | 5                | Завершил выступление | Завершил выступление | Завершил выступление | Завершил выступление | Завершил выступление | Завершил выступление | Завершил выступление | Завершил выступление | Завершил выступление | 26             |

Женщины
| Соревнование | Спортсмены        | Отборочный раунд | Отборочный раунд | Отборочный раунд | Четвертьфинал         | Четвертьфинал         | Четвертьфинал         | Полуфинал             | Полуфинал             | Полуфинал             | Финал                 | Финал                 | Финал                 | Итоговое место |
| Соревнование | Спортсмены        | Забег            | Результат        | Место            | Забег                 | Результат             | Место                 | Забег                 | Результат             | Место                 | Название              | Результат             | Место                 | Итоговое место |
| ------------ | ----------------- | ---------------- | ---------------- | ---------------- | --------------------- | --------------------- | --------------------- | --------------------- | --------------------- | --------------------- | --------------------- | --------------------- | --------------------- | -------------- |
| 1000 метров  | Катержина Новотна | 2                | PEN              | PEN              | Завершила выступление | Завершила выступление | Завершила выступление | Завершила выступление | Завершила выступление | Завершила выступление | Завершила выступление | Завершила выступление | Завершила выступление | —              |
| 1500 метров  | Катержина Новотна | 5                | 2:27,232         | 6                | Не проводится         | Не проводится         | Не проводится         | Завершила выступление | Завершила выступление | Завершила выступление | Завершила выступление | Завершила выступление | Завершила выступление | 31             |